# Gioseffo Zamponi
Giuseppe (o Gioseffo) Zamponi (Roma, tra il 1600 e il 1610 – Bruxelles, febbraio 1662) è stato un compositore italiano.
Dal 1629 al 1638 fu organista presso la chiesa di San Giacomo e Ildefonso degli Spagnuoli a Roma, in sostituzione di Paolo Tarditi (circa 1580-1661). Dal 1638 fu al servizio del cardinale Pietro Maria Borghese († 1642)
Zamponi giunse all'inizio del 1648 a Bruxelles a seguito del granduca Leopoldo Guglielmo, governatore dei Paesi Bassi. Successivamente nel 1661 fu nominato maestro di cappella di corte.
È noto soprattutto per il dramma musicale Ulisse all'isola di Circe. Fu rappresentata per la prima volta il 24 febbraio 1650 alla corte Bruxelles, in occasione delle nozze del re spagnolo Filippo IV con Maria Anna d'Austria. Fu la prima opera in assoluto ad essere messa in scena nei Paesi Bassi e la regina Cristina di Svezia assistette a una sua ripresa nel 1655. Questo lavoro fu scritto secondo lo stile veneziano dell'epoca. Esso è composto da un prologo e da tre atti.
Altri suoi lavori noti:
- Dies irae per 5 voci e 3 strumenti
- Sonata per violino, viola da gamba e basso continuo
- Sonata per violino, viola e basso continuo
- Sonata per 2 violini e basso continuo
- Capriccio
- 2 arie